# 桃太郎 海の神兵

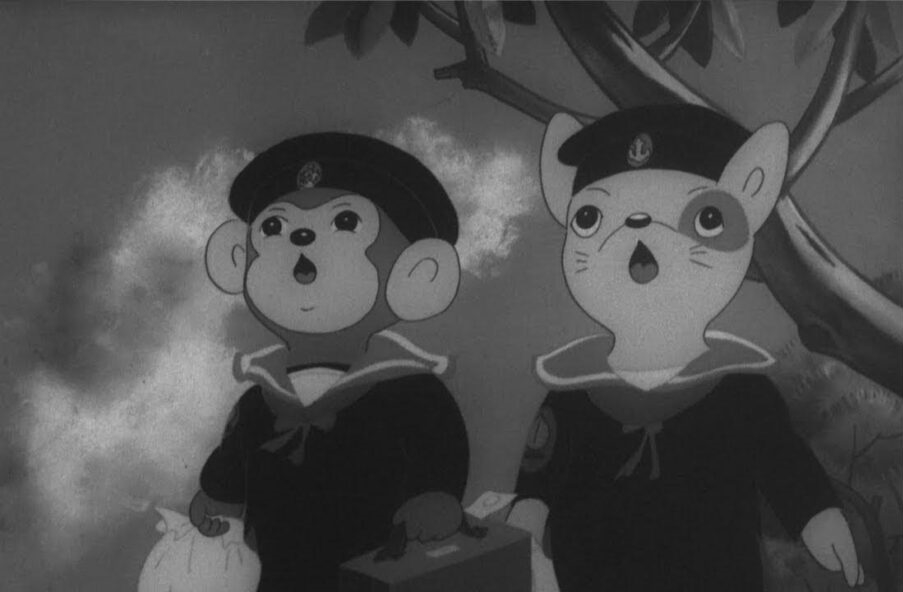
『桃太郎 海の神兵』の一場面

『桃太郎 海の神兵』（ももたろう うみのしんぺい）は、日本の海軍省より国策動画映画製作の命を受け1944年に松竹動画研究所によって製作され、戦時下の1945年4月12日に公開された長編アニメ映画（白黒、74分）でフィルムは9巻。日本初の長編アニメ映画といわれることがある。

## 概要
漫画映画『桃太郎の海鷲』（1943年）の姉妹編である。南方戦線のセレベス島・メナドへの日本海軍の奇襲作戦を題材に海軍陸戦隊落下傘部隊の活躍を描き、当時の日本政府の大義であった「八紘一宇」と「アジア解放」を主題にした大作である。74分という当時の国産動画映画としては長編作品であり、当時の日本政府、海軍より27万円という巨費と100名近い人員を投じて制作されたという。落下傘部隊のシーンは、1週間の体験入隊を行うなどして実際の動きを細かく分析、マルチプレーン撮影台や透過光などの特殊効果も用いた大掛かりな制作であった（特に透過光の使用は世界初であるとも言われている）。
ミュージカル仕立ての場面があり、これは監督である瀬尾光世が、1940年にアメリカで公開されたディズニーの長編カラーアニメーション映画『ファンタジア』（日本軍が戦地で接収したフィルムを、海軍省を通じて見る機会を得た。日本での一般公開は戦後になってから）を参考とし、たとえ戦意高揚が目的であっても『ファンタジア』のように子供たちに夢や希望を与える作品にしようとしたことや、姉妹編である『桃太郎の海鷲』と同様に日本が主導する〈大東亜共栄圏〉のもとでの平和への願いを作品中に暗示させたことが大きく影響している。
松竹動画研究所の制作スタジオは東京・銀座の歌舞伎座隣のビルに設けられ、ひとつのキャラクターに一人のアニメーターが専従するという、今日では考えられないような贅沢な作画体制がとられた（作画スタッフの木村一郎の談話より）。1943年3月に企画が立ち上がり、取材を経て製作が開始されたが、戦況は次第に悪化の一途をたどり、若いスタッフは次々と徴兵、徴用されて減っていった。その上、スタジオでは空襲警報が鳴る度に機材、動画などを持って地下へ避難し、警報解除後にまた作業を再開するなど非常に困難な状況の連続で、一時は公開も危ぶまれたという。また物資不足も深刻で、国策映画といえども製作に必要な資材の調達がままならなくなり、質の悪いザラ紙の動画用紙は利用が終わると消して新たな動画を描き、セルも絵具を洗い落として再使用するなどの大変劣悪な制作環境のもと、1944年12月に完成した。当初70名近くいたアニメーターは、完成時には15名ほどに減っていた。完成はしたものの、悲愴なシーンや軍規に触れると判断されるシーンなどに対して海軍省からクレームがつき、指摘部分の修正に手間取った末、ようやく翌1945年春に公開出来たと瀬尾は語っている。
手塚治虫は1945年4月12日付けの日記に、映画を観た感想の文章と映画の1シーンの印象を絵で書き留めている。また後年にもその感銘を度々語っている。
敗戦後、フィルムはGHQにより戦意喪失目的で没収・焼却されたと思われていたが、1982年に松竹の倉庫でネガが発見された。新たに作られた映写用プリントは、国立近代美術館フィルムセンター（現在の国立映画アーカイブ）で瀬尾を招いて上映された。1984年、『くもとちゅうりっぷ』との2本立てで、松竹系映画館などで一般公開された。
1987年、TBSの特別企画（TBS 土曜ロードショー特別企画）として本作が初めてテレビ放映され、番組内で荻昌弘の司会の下、本作の監督である瀬尾と手塚の対談が行われた。
オリジナルの全長版では、終盤の占領時にアメリカ製漫画映画のキャラクターに似た敵兵が登場するシーンがあるが、上記の一般公開時のプリントからはカットされている。再公開後、『くもとちゅうりっぷ』を併録したVHSビデオソフトが松竹から発売された（2014年6月にDVD版も発売された）。
2016年、第69回カンヌ国際映画祭のクラシック部門に出品され、同年7月23日よりデジタル修復版がユーロスペースなどで上映された。

## あらすじ
富士山のふもとにある動物たちが住む村に、海軍に出征していた猿、犬、雉、熊が休暇で帰ってくる。思いおもいに休暇を楽しむ彼らのうち、猿は弟を含む近所の子供たちから海軍の仕事について聞かれると航空兵であると語るがそれは嘘で、実際は猿と犬、熊は極秘で編成された海軍陸戦隊落下傘部隊であった。やがて休暇が終わり、彼らは海軍設営隊と現地民が協力して建設した飛行場に赴き、現地民に日本語を教える傍ら桃太郎隊長と共に訓練に明け暮れる。やがて、かつて平和な島だったが鬼のだまし討ちにより征服された「鬼ヶ島」への空挺作戦が発動される。

## スタッフ
- 演出・脚本・撮影：瀬尾光世
- 構成：熊木喜一郎
- 動画：桑田良太郎、高木一郎、小幡俊治、木村一郎
- 美術構成、背景：黒崎義介、田中武重
- 影絵：政岡憲三
- 音楽：古関裕而
- 作詞：サトウハチロー
- 演奏：大東亜交響楽団、松竹軽音楽団
- 合唱：ニッチク合唱団
- 後援：海軍省
- 指導：大本営海軍報道部
- 製作：松竹動画研究所

## 関連製品
DVD / Blu-ray
- 「桃太郎 海の神兵」「くもとちゅうりっぷ」デジタル修復版（2016年8月3日、松竹）[4]